# Siwierskij
Siwierskij (ros. Сиверский) – osiedle typu miejskiego w Rosji, w obwodzie leningradzkim.
Znajduje tu się stacja kolejowa Siwierskaja, położona na linii dawnej Kolei Warszawsko-Petersburskiej.

## Demografia
W 2010 roku liczyło 12 216 mieszkańców. W 2021 roku liczyło 11 762 mieszkańców.